# Daron Malakian and Scars on Broadways diskografi
Daron Malakian and Scars on Broadway (tidigare enbart Scars on Broadway) är ett amerikanskt alternativt metalband, grundat av Daron Malakian 2002. De ursprungliga bandmedlemmarna var, förutom Malakian, sångaren Casey Chaos och trumslagaren Zach Hill. Tillsammans spelade de i december 2002 in några demolåtar som läckte ut på internet året därefter under namnet Ghetto Blaster Rehearsals. Dessa demolåtar spelades senare in i studion Undercity Recordings i North Hollywood, Kalifornien under första hälften av 2003. Efter det spelades inget nytt material in med denna banduppsättning och Scars on Broadway löstes upp någon gång under 2003.
Malakian startade upp Scars on Broadway igen efter att hans andra band, System of a Down, gjort ett uppehåll i augusti 2006. Trumslagaren från System of a Down, John Dolmayan, anslöt sig till bandet kort därefter. Mellan 2008 och 2012 bestod Scars on Broadway av Malakian, Dolmayan, gitarristen Franky Perez, keyboardisten Danny Shamoun och basisten Dominic Cifarelli. Både Dolmayan och Perez slutade i bandet under 2012. Dolmayans ersättare, Giulio "Jules" Pampena, annonserades i september 2012. I april 2018, efter drygt fem års uppehåll, återuppstod bandet under det nya namnet Daron Malakian and Scars on Broadway. Malakian kommenterade att det nya bandnamnet kom till eftersom hans plan alltid har varit att arbeta med olika musiker på bandets olika album. Därför ville han tydliggöra detta genom att sätta sitt eget namn före Scars on Broadway.
Daron Malakian and Scars on Broadway har hittills släppt två studioalbum, åtta singlar och fem musikvideor, där deras självbetitlade debutalbum lanserades i juli 2008. Detta album nådde som bäst plats 11 på den kanadensiska topplistan. Tre singlar, "They Say", "Chemicals" och "World Long Gone", släpptes från debutalbumet och den enda av dessa singlar som uppnådde någon topplisteplacering var "They Say". I juli 2010 släppte Scars on Broadway sin fjärde singel, "Fucking". 2018, efter flera års uppehåll, lanserades bandets andra studioalbum Dictator. Detta album nådde som bäst plats 48 på den österrikiska topplistan. Tre singlar släpptes från detta album, "Lives", "Dictator" och "Guns Are Loaded". I december 2024 lanserades den första EP:n, War for Religion.

## Album

### Studioalbum
| År                                                    | Albuminformation | Högsta listplaceringar | Högsta listplaceringar | Högsta listplaceringar | Högsta listplaceringar | Högsta listplaceringar | Högsta listplaceringar | Högsta listplaceringar | Högsta listplaceringar | Högsta listplaceringar | Högsta listplaceringar | Högsta listplaceringar | Högsta listplaceringar | Högsta listplaceringar |
| År                                                    | Albuminformation | AUS                    | BEL                    | FIN                    | FRA                    | KAN                    | NL                     | NZ                     | SCH                    | SVE                    | TYS                    | UK                     | USA                    | ÖST                    |
| ----------------------------------------------------- | --- | ---------------------- | ---------------------- | ---------------------- | ---------------------- | ---------------------- | ---------------------- | ---------------------- | ---------------------- | ---------------------- | ---------------------- | ---------------------- | ---------------------- | ---------------------- |
| 2008                                                  | Scars on Broadway - Släppt: 20 juli 2008 - Skivbolag: Interscope Records (#0602517781054) - Format: CD, CD/DVD, LP, digital nedladdning | 43                     | —                      | 14                     | 88                     | 11                     | 83                     | 26                     | 58                     | 54                     | 23                     | 41                     | 17                     | 22                     |
| 2018                                                  | Dictator - Släppt: 20 juli 2018 - Skivbolag: Scarred for Life (#DMSOB002) - Format: CD, LP, digital nedladdning                         | —                      | 103                    | —                      | —                      | —                      | —                      | —                      | 54                     | —                      | —                      | —                      | —                      | 48                     |
| "—" betecknar att albumet inte tog sig upp på listan. | |                        |                        |                        |                        |                        |                        |                        |                        |                        |                        |                        |                        |                        |

## EP-skivor
| År   | Albuminformation                                                                                       |
| ---- | --- |
| 2024 | War for Religion - Släppt: 4 december 2024 - Skivbolag: Scarred for Life - Format: Digital nedladdning |

## Singelskivor

### Singlar
| År                                                    | Titel             | Högsta listplaceringar | Högsta listplaceringar | Album             |
| År                                                    | Titel             | USA                    | USA                    | Album             |
| ----------------------------------------------------- | ----------------- | ---------------------- | ---------------------- | ----------------- |
| 2008                                                  | "They Say"        | 15                     | 25                     | Scars on Broadway |
| 2008                                                  | "World Long Gone" | —                      | —                      | Scars on Broadway |
| 2010                                                  | "Fucking"         | —                      | —                      | Inget album       |
| 2018                                                  | "Lives"           | —                      | —                      | Dictator          |
| 2018                                                  | "Dictator"        | —                      | —                      | Dictator          |
| 2018                                                  | "Guns Are Loaded" | —                      | —                      | Dictator          |
| 2024                                                  | "Fucking/Shotgun" | —                      | —                      | Inget album       |
| "—" betecknar att singeln inte tog sig upp på listan. |                   |                        |                        |                   |

### Promosinglar
| År   | Titel       | Album             |
| ---- | ----------- | ----------------- |
| 2008 | "Chemicals" | Scars on Broadway |

## Musikvideor
| År   | Titel             | Regissör(er)                      |
| ---- | ----------------- | --------------------------------- |
| 2008 | "They Say"        | Paul Minor                        |
| 2008 | "World Long Gone" | Joel Schumacher                   |
| 2011 | "Fucking"         | Greg Watermann                    |
| 2018 | "Lives"           | Hayk Matevosyan                   |
| 2019 | "Guns Are Loaded" | Greg Watermann och Daron Malakian |

## Demoutgivningar

### Ghetto Blaster Rehearsals(2002)
Denna demoutgivning spelades in i december 2002 och läckte ut på internet året därefter. Scars on Broadway gjorde det klart den 6 november 2007 att dessa låtar inte hade något att göra med deras dåvarande projekt, nämligen deras debutalbum. Demoutgivningen innehåller bland annat en tidig version av "B.Y.O.B.", som senare spelades in av System of a Down. Under den rättegång som berörde upphovsrätten till "B.Y.O.B." och som pågick mellan bland andra Malakian och Chaos i november 2009 till februari 2010 framkom några av de riktiga namnen på låtarna på Ghetto Blaster Rehearsals. Den låt som tidigare var känd som "Untitled 1" heter egentligen "Animal", låtarna "Untitled 2 (Version 1)" och "Untitled 2 (Version 2)" heter egentligen "Matter of Fact" och låtarna "Untitled 3 (Version 1)" och "Untitled 3 (Version 2)" heter egentligen "Somebody Get Me a Shotgun". Malakian har uppträtt med både "The Prettiest Thing" och "Animal" vid konserter under 2010-talet samt att "Somebody Get Me a Shotgun", under titeln "Shotgun", lanserades på singeln "Fucking/Shotgun" den 4 oktober 2024.
| Låtnummer | Titel                                    |
| --------- | ---------------------------------------- |
| 1         | "Drum Stuff"                             |
| 2         | "The Prettiest Thing"                    |
| 3         | "B.Y.O.B. & The Prettiest Thing (Intro)" |
| 4         | "Animal"                                 |
| 5         | "Sound 1"                                |
| 6         | "Sound 2"                                |
| 7         | "Matter of Fact"                         |
| 8         | "Sound 3"                                |
| 9         | "Matter of Fact"                         |
| 10        | "Sound 4"                                |
| 11        | "Somebody Get Me a Shotgun"              |
| 12        | "Sound 5"                                |
| 13        | "Sound 6"                                |
| 14        | "Somebody Get Me a Shotgun"              |
| 15        | "Untitled 4 (Intro)"                     |
| 16        | "Untitled 4"                             |
| 17        | "B.Y.O.B. & The Prettiest Thing (Intro)" |
| 18        | "The Prettiest Thing"                    |